# Aïn Tolba
Aïn Tolba (în arabă عين الطلبة) este o comună din provincia Aïn Témouchent, Algeria.
Populația comunei este de 12.933 de locuitori (2010).